# Chrysotus neotropicus
Chrysotus neotropicus är en tvåvingeart som beskrevs av Dyte 1980. Chrysotus neotropicus ingår i släktet Chrysotus och familjen styltflugor. Inga underarter finns listade i Catalogue of Life.